# Filosofins historia (bok)
Filosofins historia är en introduktionsbok till den västerländska filosofin. Boken är skriven av Gunnar Skirbekks och Nils Giljes. Boken sträcker sig från försokrater till 1900-talets filosofer, som exempelvis, Michel Foucault.